# Watersfield
Watersfield – osada w Anglii, w hrabstwie West Sussex, w dystrykcie Horsham. Leży 19 km na północny wschód od miasta Chichester i 71 km na południowy zachód od Londynu.